# Sielsowiet Dmitrowicze
Sielsowiet Dmitrowicze (s. dmitrowicki, biał. Дзмітравіцкі сельсавет, ros. Дмитровичский сельсовет) – sielsowiet na Białorusi, w obwodzie brzeskim, w środkowo-północnej części rejonu kamienieckiego.

## Położenie
Sielsowiet graniczy:
- od północy z sielsowietem Kamieniuki
- od wschodu z sielsowietem Nowickowicze
- od południowego wschodu z Kamieńcem
- od południa z sielsowietem Wojska
- od zachodu z sielsowietem Wierzchowice

## Skład
Sielsowiet Dymitrowicze obejmuje 29 miejscowości:
| Polska nazwa miejscowości | Nazwa białoruska           | Nazwa rosyjska            | Typ jednostki osadniczej |
| ------------------------- | -------------------------- | ------------------------- | ------------------------ |
| Abramowo                  | Абрамава (Abramawa)        | Абрамово (Abramowo)       | wieś                     |
| Bielowo                   | Бялёва (Bialiowa)          | Белёво (Bieliowo)         | wieś                     |
| Chodosy                   | Хадасы (Chadasy)           | Ходосы (Chodosy)          | agromiasteczko           |
| Chwojanówka               | Хваянаўка (Chwajanauka)    | Хвояновка (Chwojanowka)   | wieś                     |
| Czwirki                   | Чвіркі (Czwirki)           | Чвирки (Czwirki)          | wieś                     |
| Daszewicze                | Дашэвічы (Daszewiczy)      | Дашевичи (Daszewiczi)     | wieś                     |
| Dmitrowicze               | Дзмітровічы (Dzmitrowiczy) | Дмитровичи (Dmitrowiczi)  | agromiasteczko           |
| Gołończyce                | Галёнчыцы (Halionczycy)    | Голёнчицы (Golionczicy)   | wieś                     |
| Hancewicze                | Ганцавічы (Hancawiczy)     | Ганцевичи (Hancewiczi)    | wieś                     |
| Hołowczyce                | Галоўчыцы (Hałouczycy)     | Головчицы (Gołowczicy)    | wieś                     |
| Horodyszcze               | Гарадзішча (Haradziszcza)  | Городище (Gorodiszcze)    | wieś                     |
| Janusze                   | Янушы (Januszy)            | Януши (Januszi)           | wieś                     |
| Lubaszki                  | Любашкі (Lubaszki)         | Любашки (Lubaszki)        | wieś                     |
| Makowiszcze               | Макавішчы (Makawiszczy)    | Маковищи (Makowiszczi)    | wieś                     |
| Ogrodniki                 | Агароднікі (Aharodniki)    | Огородники (Ogorodniki)   | wieś                     |
| Osinniki                  | Асіннікі (Asinniki)        | Осинники (Osinniki)       | wieś                     |
| Panasiuki                 | Панасюкі (Panasiuki)       | Панасюки (Panasiuki)      | wieś                     |
| Podomsze                  | Падомша (Padomsza)         | Подомша (Podomsza)        | wieś                     |
| Przechody                 | Праходы (Prachody)         | Проходы (Prochody)        | wieś                     |
| Roszkówka                 | Ражкоўка (Rażkouka)        | Рожковка (Rożkowka)       | wieś                     |
| Sarowo                    | Сарава (Sarawa)            | Сарево (Sariewo)          | wieś                     |
| Sinitycze                 | Сінітычы (Sinityczy)       | Синитычи (Sinityczi)      | wieś                     |
| Stańkowicze               | Станьковічы (Stańkowiczy)  | Станьковичи (Stańkowiczi) | wieś                     |
| Staryszewo                | Старышова (Staryszowa)     | Старишово (Stariszowo)    | wieś                     |
| Stołpowyski               | Стаўповіскі (Staupowiski)  | Столповиски (Stołpowiski) | wieś                     |
| Teresin                   | Цярэсіны (Ciaresiny)       | Тересины (Tieriesiny)     | wieś                     |
| Wieliczki                 | Вялічкі (Wialiczki)        | Велички (Wieliczki)       | wieś                     |
| Wnuczki                   | Унучкі (Unuczki)           | Унучки (Unuczki)          | wieś                     |
| Zaleszany                 | Заляшаны (Zalaszany)       | Залешаны (Zaleszany)      | wieś                     |